# 대한민국 제3대 국회의원 선거
대한민국 제3대 민의원의원 선거는 4년 임기의 제3대 민의원의원을 뽑는 선거로 1954년 5월 20일에 치러졌다.
수복지구에서는 총선이 치러지지 않았다. 사실상 대한민국의 영토였으나, 국제 연합의 결의에 따르면 북위 38도선 이북은 대한민국의 영토가 아니었기 때문이다. 한편 한국 전쟁에서 대한민국이 상실한 지역의 선거구에서는 선거가 치러지지 못하였으며 일부 지역을 지배하고는 있었으나 주민이 없던 장단군, 주민이 거주 중이었던 옹진군의 2개 선거구에서도 선거가 치러지지 않았다. 대한민국 정부는 이와 같은 방침을 1954년 2월 정하였다. 이들 지역의 국회의원들은 선거가 치러지지 못할 경우 임기를 연장해 줄 것을 요구했고, 1954년 4월 국회는 국회의원의 임기를 연장시키는 특별법을 통과시켰다. 대한민국 정부는 이에 대해 헌법에 어긋난다며 거부권을 행사하였다.

## 경과

### 배경과 입후보
대한민국 선거 사상 처음으로 이승만이 조직한 여당인 자유당이 의원 후보자 공천제를 채택하였고, 원내 제1야당인 민주국민당도 후보를 공천하여 공천제 선거를 바탕으로 정당 정치의 기틀을 마련하는 계기를 마련하기도 하였다. 경쟁률은 의원정수 203인에 대하여 입후보자가 1,207명으로 평균 5.9 대 1이었다. 제헌 국회 총선과 제2대 총선에서 보였던 정당·사회 단체의 난립이 현저하게 줄어들어 자유당·민주국민당 등 14개 정당이 선거에 참가하였다.
이 중에서 10명 이상의 후보를 낸 정당·단체가 4개였고, 1명의 후보를 낸 정당·단체는 6개로 유명무실한 군소 정당 및 사회 단체가 대폭 정비되었다. 정당·단체별 후보 상황을 보면 아직도 무소속이 797명이 출마하여 전체 입후보자의 66%를 차지하여 절대다수를 차지하고 있었다. 정당으로는 자유당이 공천 후보자 181명, 비공천자 61명으로 모두 242명의 후보를 전 선거구에 공천하였다.
| 정당·단체명        | 후보자 수 | 비율 |
| ------------------ | --------- | ---- |
| 자유당             | 242       | 20.1 |
| 민주국민당         | 77        | 6.4  |
| 국민회             | 48        | 4.0  |
| 대한국민당         | 15        | 1.2  |
| 농민회             | 9         | 0.7  |
| 조선민주당         | 6         | 0.5  |
| 대한노동총연맹     | 5         | 0.4  |
| 민중자결단         | 2         | 0.2  |
| 제헌국회의원동지회 | 1         | 0.1  |
| 여자국민당         | 1         | 0.1  |
| 어민회             | 1         | 0.1  |
| 유도회             | 1         | 0.1  |
| 어민회             | 1         | 0.1  |
| 독립노농당         | 1         | 0.1  |
| 불교               | 1         | 0.1  |
| 무소속             | 797       | 66.0 |
| 합계               | 1,207     | 100  |

### 선거 결과

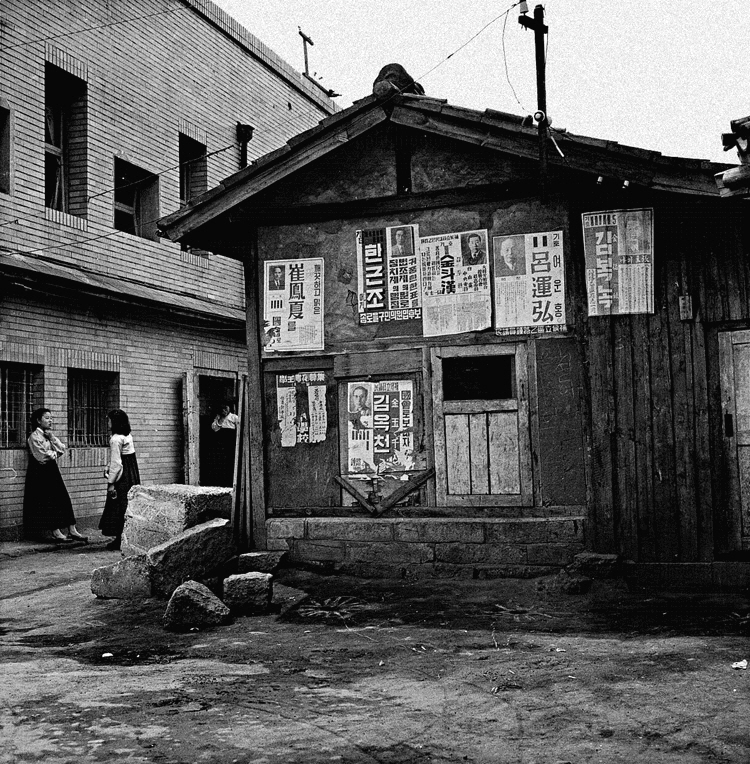
서울 종로의 선거 포스터

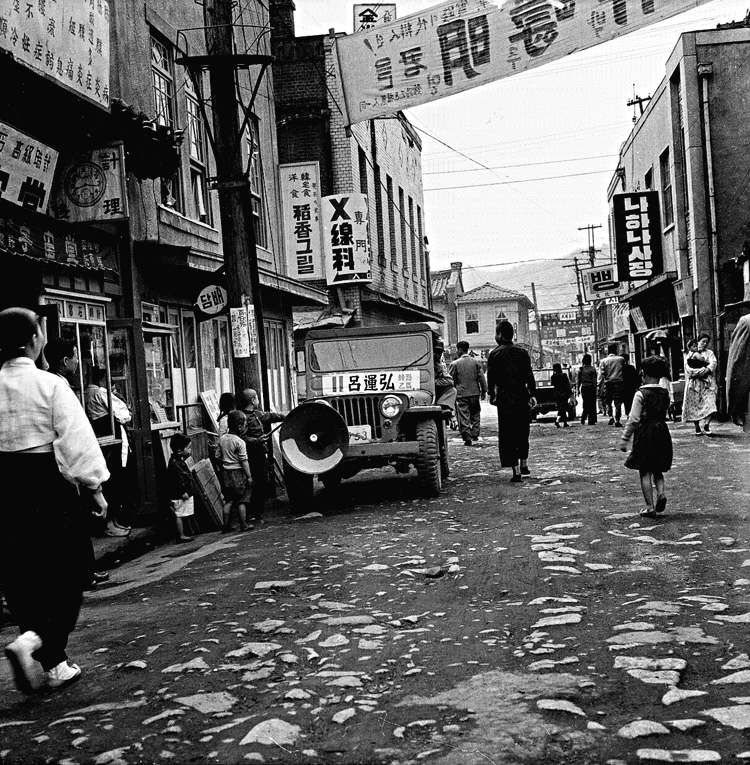
서울 종로의 선거 유세 차량

정당·단체별 당선자는 자유당이 의원 정수의 56.2%에 해당하는 114명으로 원내 다수당을 차지하게 되었다. 자유당이 과반수가 넘는 의석을 점유함으로써 선거 이후의 정치구도가 자유당 중심으로 전개되었다. 반면에 무소속이 무려 67명이 당선되어 아직도 인물과 개인중심의 선거경향이 남아 있었으며, 야당인 민주국민당은 15명의 당선자를 내 세력이 크게 위축되었다. 그 밖에 당선자를 낸 정당·단체는 자유당을 포함해서 모두 5개였다.
자유당이 국회를 장악하자 이후 장기 집권을 위한 11월 27일 사사오입 개헌의 기틀을 마련하게 된다.

## 선거 정보
- 총유권자수 : 8,446,509명[4]
- 대통령 : 이승만 (자유당)
- 의석정수 : 203석
- 선거제도 : 소선거구제
- 투표일 : 1954년 5월 20일

## 선거 결과
- 투표자수 : 7,698,390명
- 투표율 : 91.1%

- 정당별 지역구 당선의원 수

| 1954                                                            | 111 | 16 | 3 | 2 | 1  | 70 | 203 | \| 111 \| 16 \| \| \| \| 70 \| | 91.1% |  |
| 자료의 출처는 대한민국 통계청 또는 대한민국 선거통계시스템이다. |     |    |   |   |    |    |     |                                |       |  |
| 111                                                             | 16  |    |   |   | 70 |    |     |                                |       |  |

- 지역별 지역구 당선의원 수

| 5 | 3 | 2 | 6 |

| 15 |  | 7 |

| 8 | 1 | 3 |

| 8 | 1 | 1 | 2 |

| 17 | 2 |

| 10 | 2 | 10 |

| 15 | 3 | 12 |

| 15 | 3 |  | 15 |

| 17 | 3 |  | 11 |

| 1 | 2 |

- 정당 득표율

| 정당               | 득표수    | 득표율 |
| ------------------ | --------- | ------ |
| 자유당             | 2,756,081 | 36.8%  |
| 민주국민당         | 593,499   | 7.9%   |
| 대한독립촉성국민회 | 192,109   | 2.6%   |
| 대한국민당         | 72,925    | 1.0%   |
| 무소속             | 3,591,597 | 47.9%  |

## 당선자
자유당 
 민주국민당 
 대한독립촉성국민회 
 대한국민당 
 제헌국회의원동지회 
 무소속 

| 시·도      | 선거구 / 당선자 | 선거구 / 당선자 | 선거구 / 당선자 | 선거구 / 당선자 |
| 서울특별시 | 종로구 갑       | 종로구 을       | 중구 갑         | 중구 을         |
| ---------- | --------------- | --------------- | --------------- | --------------- |
| 서울특별시 | 윤보선          | 김두한          | 윤치영          | 정일형          |
| 서울특별시 |                 |                 |                 |                 |
| 서울특별시 | 용산구 갑       | 용산구 을       | 성동구 갑       | 성동구 을       |
| 서울특별시 | 남송학          | 황성수          | 임흥순          | 김재황          |
| 서울특별시 |                 |                 |                 |                 |
| 서울특별시 | 동대문구        | 성북구          | 서대문구 갑     | 서대문구 을     |
| 서울특별시 | 민관식          | 김일            | 김도연          | 이기붕          |
| 서울특별시 |                 |                 |                 |                 |
| 서울특별시 | 마포구 갑       | 마포구 을       | 영등포구 갑     | 영등포구 을     |
| 서울특별시 | 김상돈          | 함두영          | 윤재욱          | 이인            |
| 서울특별시 |                 |                 |                 |                 |
| 경기도     | 인천시 갑       | 인천시 을       | 인천시 병       | 수원시          |
| 경기도     | 김재곤          | 곽상훈          | 표양문          | 정존수          |
| 경기도     |                 |                 |                 |                 |
| 경기도     | 고양군          | 광주군          | 양주군 갑       | 양주군 을       |
| 경기도     | 한동석          | 신익희          | 김종규          | 강승구          |
| 경기도     |                 |                 |                 |                 |
| 경기도     | 포천군          | 가평군          | 양평군          | 여주군          |
| 경기도     | 윤성순          | 오형근          | 천세기          | 김의준          |
| 경기도     |                 |                 |                 |                 |
| 경기도     | 이천군          | 용인군          | 안성군          | 평택군          |
| 경기도     | 김병철          | 신의식          | 오재영          | 황경수          |
| 경기도     |                 |                 |                 |                 |
| 경기도     | 화성군 갑       | 화성군 을       | 시흥군          | 부천군          |
| 경기도     | 손도심          | 최병국          | 이영섭          | 장경근          |
| 경기도     |                 |                 |                 |                 |
| 경기도     | 김포군          | 강화군          | 파주군          |                 |
| 경기도     | 정준            | 윤일상          | 정대천          |                 |
| 경기도     |                 |                 |                 |                 |
| 강원도     | 춘천시          | 춘성군          | 원주군          | 강릉군 갑       |
| 강원도     | 홍창섭          | 임우영          | 함재훈          | 최용근          |
| 강원도     |                 |                 |                 |                 |
| 강원도     | 강릉군 을       | 홍천군          | 횡성군          | 영월군          |
| 강원도     | 박용익          | 이재학          | 장석윤          | 정규상          |
| 강원도     |                 |                 |                 |                 |
| 강원도     | 평창군          | 정선군          | 삼척군          | 울진군          |
| 강원도     | 이형진          | 전상요          | 김진만          | 전만중          |
| 강원도     |                 |                 |                 |                 |
| 충청북도   | 청주시          | 청원군 갑       | 청원군 을       | 보은군          |
| 충청북도   | 박기운          | 신정호          | 곽의영          | 김선우          |
| 충청북도   |                 |                 |                 |                 |
| 충청북도   | 옥천군          | 영동군          | 진천군          | 괴산군          |
| 충청북도   | 신각휴          | 최순주          | 이충환          | 안동준          |
| 충청북도   |                 |                 |                 |                 |
| 충청북도   | 음성군          | 충주군          | 제천군          | 단양군          |
| 충청북도   | 이학림          | 김기철          | 이태용          | 장영근          |
| 충청북도   |                 |                 |                 |                 |
| 충청남도   | 대전시          | 대덕군          | 연기군          | 공주군 갑       |
| 충청남도   | 정상열          | 송우범          | 유지원          | 염우량          |
| 충청남도   |                 |                 |                 |                 |
| 충청남도   | 공주군 을       | 논산군 갑       | 논산군 을       | 부여군 갑       |
| 충청남도   | 김달수          | 신태권          | 육완국          | 이석기          |
| 충청남도   |                 |                 |                 |                 |
| 충청남도   | 부여군 을       | 서천군          | 보령군          | 청양군          |
| 충청남도   | 조남수          | 나희집          | 김영선          | 정명선          |
| 충청남도   |                 |                 |                 |                 |
| 충청남도   | 홍성군          | 예산군          | 서산군 갑       | 서산군 을       |
| 충청남도   | 김지준          | 성원경          | 나창헌          | 유순식          |
| 충청남도   |                 |                 |                 |                 |
| 충청남도   | 당진군          | 아산군          | 천안군          |                 |
| 충청남도   | 인태식          | 홍순철          | 한희석          |                 |
| 충청남도   |                 |                 |                 |                 |
| 전라북도   | 전주시          | 군산시          | 이리시          | 완주군 갑       |
| 전라북도   | 이철승          | 김판술          | 김춘호          | 이존화          |
| 전라북도   |                 |                 |                 |                 |
| 전라북도   | 완주군 을       | 진안군          | 금산군          | 무주군          |
| 전라북도   | 손권배          | 이복성          | 유진산          | 김상현          |
| 전라북도   |                 |                 |                 |                 |
| 전라북도   | 장수군          | 임실군          | 남원군          | 순창군          |
| 전라북도   | 정준모          | 박세경          | 양영주          | 임차주          |
| 전라북도   |                 |                 |                 |                 |
| 전라북도   | 정읍군 갑       | 정읍군 을       | 고창군 갑       | 고창군 을       |
| 전라북도   | 김창수          | 김택술          | 정세환          | 신용욱          |
| 전라북도   |                 |                 |                 |                 |
| 전라북도   | 부안군          | 김제군 갑       | 김제군 을       | 옥구군          |
| 전라북도   | 신규식          | 송방용          | 윤제술          | 양일동          |
| 전라북도   |                 |                 |                 |                 |
| 전라북도   | 익산군 갑       | 익산군 을       |                 |                 |
| 전라북도   | 소선규          | 강세형          |                 |                 |
| 전라북도   |                 |                 |                 |                 |
| 전라남도   | 광주시          | 목포시          | 여수시          | 순천시          |
| 전라남도   | 정성태          | 정중섭          | 정재완          | 윤형남          |
| 전라남도   |                 |                 |                 |                 |
| 전라남도   | 광산군 갑       | 광산군 을       | 담양군          | 곡성군          |
| 전라남도   | 이정휴          | 박흥규          | 박영종          | 조순            |
| 전라남도   |                 |                 |                 |                 |
| 전라남도   | 구례군          | 광양군          | 여천군          | 승주군          |
| 전라남도   | 이갑식          | 김정호          | 김철주          | 이형모          |
| 전라남도   |                 |                 |                 |                 |
| 전라남도   | 고흥군 갑       | 고흥군 을       | 보성군          | 화순군          |
| 전라남도   | 손문경          | 송경섭          | 김성복          | 구흥남          |
| 전라남도   |                 |                 |                 |                 |
| 전라남도   | 장흥군          | 강진군          | 해남군 갑       | 해남군 을       |
| 전라남도   | 손석두          | 김성호          | 김병순          | 민영남          |
| 전라남도   |                 |                 |                 |                 |
| 전라남도   | 영암군          | 무안군 갑       | 무안군 을       | 나주군 갑       |
| 전라남도   | 김준연          | 신행용          | 유옥우          | 최영철          |
| 전라남도   |                 |                 |                 |                 |
| 전라남도   | 나주군 을       | 함평군          | 영광군          | 장성군          |
| 전라남도   | 정명섭          | 김의택          | 조영규          | 변진갑          |
| 전라남도   |                 |                 |                 |                 |
| 전라남도   | 완도군          | 진도군          |                 |                 |
| 전라남도   | 김선태          | 조병문          |                 |                 |
| 전라남도   |                 |                 |                 |                 |
| 경상북도   | 대구시 갑       | 대구시 을       | 대구시 병       | 포항시          |
| 경상북도   | 서동진          | 조병옥          | 이우줄          | 하태환          |
| 경상북도   |                 |                 |                 |                 |
| 경상북도   | 김천시          | 달성군          | 군위군          | 의성군 갑       |
| 경상북도   | 문종두          | 조재천          | 박만원          | 박영출          |
| 경상북도   |                 |                 |                 |                 |
| 경상북도   | 의성군 을       | 안동군 갑       | 안동군 을       | 청송군          |
| 경상북도   | 박영교          | 권오종          | 김익기          | 윤용구          |
| 경상북도   |                 |                 |                 |                 |
| 경상북도   | 영양군          | 영덕군          | 영일군 갑       | 영일군 을       |
| 경상북도   | 박종길          | 김원규          | 박순석          | 김익노          |
| 경상북도   |                 |                 |                 |                 |
| 경상북도   | 경주군 갑       | 경주군 을       | 영천군 갑       | 영천군 을       |
| 경상북도   | 김철            | 이협우          | 김상도          | 권중돈          |
| 경상북도   |                 |                 |                 |                 |
| 경상북도   | 경산군          | 청도군          | 고령군          | 성주군          |
| 경상북도   | 박해정          | 김보영          | 김홍식          | 도진희          |
| 경상북도   |                 |                 |                 |                 |
| 경상북도   | 칠곡군          | 금릉군          | 선산군          | 상주군 갑       |
| 경상북도   | 장택상          | 김철안          | 김우동          | 김달호          |
| 경상북도   |                 |                 |                 |                 |
| 경상북도   | 상주군 을       | 문경군          | 예천군          | 영주군          |
| 경상북도   | 백남식          | 윤만석          | 현석호          | 이정희          |
| 경상북도   |                 |                 |                 |                 |
| 경상북도   | 봉화군          | 울릉군          |                 |                 |
| 경상북도   | 정문흠          | 최병권          |                 |                 |
| 경상북도   |                 |                 |                 |                 |
| 경상남도   | 부산시 갑       | 부산시 을       | 부산시 병       | 부산시 정       |
| 경상남도   | 김지태          | 전진한          | 정기원          | 김동욱          |
| 경상남도   |                 |                 |                 |                 |
| 경상남도   | 부산시 무       | 마산시          | 진주시          | 진양군          |
| 경상남도   | 이영언          | 김종신          | 서인홍          | 황남팔          |
| 경상남도   |                 |                 |                 |                 |
| 경상남도   | 의령군          | 함안군          | 창녕군          | 밀양군 갑       |
| 경상남도   | 이영희          | 조경규          | 하을춘          | 김형덕          |
| 경상남도   |                 |                 |                 |                 |
| 경상남도   | 밀양군 을       | 양산군          | 울산군 갑       | 울산군 을       |
| 경상남도   | 조만종          | 지영진          | 김수선          | 정해영          |
| 경상남도   |                 |                 |                 |                 |
| 경상남도   | 동래군          | 김해군 갑       | 김해군 을       | 창원군 갑       |
| 경상남도   | 김법린          | 박재홍          | 이종수          | 김성삼          |
| 경상남도   |                 |                 |                 |                 |
| 경상남도   | 창원군 을       | 통영군 갑       | 통영군 을       | 고성군          |
| 경상남도   | 이용범          | 최천            | 김영삼          | 최갑환          |
| 경상남도   |                 |                 |                 |                 |
| 경상남도   | 사천군          | 남해군          | 하동군          | 산청군          |
| 경상남도   | 정갑주          | 윤병호          | 강봉옥          | 이병홍          |
| 경상남도   |                 |                 |                 |                 |
| 경상남도   | 함양군          | 거창군          | 합천군 갑       | 합천군 을       |
| 경상남도   | 김영상          | 신도성          | 유봉순          | 최창섭          |
| 경상남도   |                 |                 |                 |                 |
| 제주도     | 북제주군 갑     | 북제주군 을     | 남제주군        |                 |
| 제주도     | 김석호          | 김두진          | 강경옥          |                 |

## 같이 보기
- 대한민국 제3대 국회

## 참고 자료
- 국회의원선거법(일부개정 1951.6.2 법률 제204호) 별표 선거구역표
- 중앙선거관리위원회 역대선거정보시스템 보관됨 2012-09-03 - archive.today